# قاي فيشر (مهرب مخدرات)
قاي فيشر (بالإنجليزية: Guy Fisher)‏ هو مهرب مخدرات أمريكي، ولد في 1947.